# Invincible Summer
Invincible Summer è il nono album in studio della cantante canadese k.d. lang, pubblicato il 20 giugno 2000 dalla Warner Records

## Accoglienza
| Recensione    | Giudizio |
| ------------- | -------- |
| AllMusic      |          |
| Rolling Stone |          |

Invincible Summer ha ottenuto recensioni positive da parte dei critici musicali. Su Metacritic, sito che assegna un punteggio normalizzato su 100 in base a critiche selezionate, l'album ha ottenuto un punteggio medio di 61 basato su diciotto recensioni.

## Tracce
1. The Consequences of Falling – 3:52 (Marie Claire D'Ubaldo, Rick Nowels, Billy Steinberg)
2. Summerfling – 4:15 (k.d. lang, David Piltch)
3. Suddenly – 3:32 (k.d. lang, David Piltch)
4. It's Happening With You – 2:48 (k.d. lang, David Piltch)
5. Extraordinary Thing – 3:35 (k.d. lang, Abe Laboriel Jr., Abraham Laboriel)
6. Love's Great Ocean – 5:40 (k.d. lang, Ben Mink)
7. Simple – 2:44 (k.d. lang, David Piltch)
8. What Better Said – 3:47 (k.d. lang, Abe Laboriel Jr., Abraham Laboriel)
9. When We Collide – 4:22 (k.d. lang, Abe Laboriel Jr., Abraham Laboriel)
10. Curiosity – 3:41 (k.d. lang)
11. Only Love – 3:52 (k.d. lang)

## Classifiche
| Classifica (2000) | Posizione massima |
| ----------------- | ----------------- |
| Australia         | 12                |
| Nuova Zelanda     | 45                |
| Regno Unito       | 17                |
| Stati Uniti       | 58                |